# ベアグローブ郡区 (アイオワ州カス郡)
ベアグローブ郡区は、アメリカ合衆国、アイオワ州、カス郡にある16の郡区の一つである。2000年の国勢調査で、人口は270人だった。

## 地理
ベアグローブ郡区は、92.3平方キロメートル（35.62平方マイル)で、組み込まれている自治体(incorporated settlements)はない。